# 科科斯馬來人
科科斯馬來人是生活在澳大利亚海外领地科科斯（基林）群島上的馬來人族群。他們多是來自印尼和馬來西亞各地如峇里島、比馬、西里伯斯、马都拉岛、松巴哇島、帝汶島、蘇門答臘、馬六甲、槟城、雅加達和井里汶。他們人口約4000-5000人。

## 歷史
第一批馬來人被認為是在1826年抵達和定居於科科斯群島，當時英國冒險家亚历山大·黑尔把他的馬來人的后宮和奴隸帶到那裡。1827年，蘇格蘭商人約翰·克魯尼斯·羅斯與他的家人來到该島，並開始定居，改變了馬來人奴隸的生活；現有的馬來人和大量新來的馬來人開始移民到島上，羅斯便雇用他們來協助收穫椰子，1978年9月，羅斯家族將科科斯群島賣給澳大利亞政府。

## 科科斯群島馬來人在馬來西亞
科科斯群島馬來人主要居住在沙巴州斗湖省的拿笃，他們在五十年代由英國人從科科斯群島帶來，定居在這個地區。目前他們在沙巴的人口約為4000人，比科科斯群島居民人數多大約八倍。他們被馬來西亞政府視為馬來西亞馬來人一部分享有優惠地位。

## 宗教
他們全是伊斯蘭教遜尼派穆斯林。

## 衣著法典
科科斯群島馬來人有自己的著裝要求-婦女為Baju Kebaya，男人為Baju Melayu。Baju Kebaya由寬鬆的長袍組成，穿在裙子或圍裙上。Baju Melayu是一件寬鬆的襯衫，他們的穿著風格被指由爪哇和蘇格蘭的幾種文化融合而成。

## 語言
科科斯群島馬來人說科科斯馬來語，這種語言以巴達維語為主體，同時也混入了爪哇語、閩南話和英語的元素。

## 外部鏈接
- https://web.archive.org/web/20070209034321/http://www.mnsu.edu/emuseum/cultural/oldworld/pacific/australia/cocosmalaysculture.html
- https://books.google.com/books?id=8CUuAAAAMAAJ